# 新上五島町立奈良尾中学校
新上五島町立奈良尾中学校（しんかみごとうちょうりつ ならおちゅうがっこう）は長崎県南松浦郡新上五島町奈良尾郷にあった公立中学校。
2024年（令和6年）3月末に閉校し、新上五島町立若松中学校に統合された。

## 概要
歴史
1947年（昭和22年）の学制改革の際に新制中学校として創立された奈良尾町内の中学校2校（奈良尾・岩瀬浦）が1974年（昭和54年）に統合されて開校。
校訓
「自立・勤勉・敬愛」
校章
奈良尾の「な」を図案化したものに「中」の文字を重ねたデザインとなっている。
校区
住所表記で「長崎県南松浦郡新上五島町の奈良尾地区全域（奈良尾郷・岩瀬浦郷）」。小学校区は新上五島町立奈良尾小学校。

## 沿革
旧・奈良尾中学校
- 1947年（昭和22年）4月1日 - 学制改革（六・三制の実施）が行われる。
  - 奈良尾国民学校の初等科が改組され「奈良尾町立奈良尾小学校」（修業年限6年）となる。
  - 奈良尾国民学校の高等科は青年学校の普通科と統合され、新制中学校「奈良尾町立奈良尾中学校」（修業年限3年）となり、当面の間小学校に併設される。
- 1959年（昭和34年）9月1日 - 新校舎（第一期工事）が完成したため、小学校との併設を解消。旧中学校校舎4教室と資料室を小学校に移管。
- 1962年（昭和37年）12月 - 新校舎（第二期工事）が完成。
- 1979年（昭和54年）3月31日 - 閉校。

旧・岩瀬浦中学校
- 1947年（昭和22年）4月1日 - 学制改革（六・三制の実施）が行われる。
  - 奈良尾国民学校の初等科が改組され「奈良尾町立岩瀬浦小学校」（修業年限6年）となる。
  - 奈良尾国民学校の高等科が改組され、新制中学校「奈良尾町立岩瀬浦中学校」（修業年限3年）となり小学校に併設される。
- 1979年（昭和54年）3月31日 - 閉校。

統合・奈良尾中学校
- 1979年（昭和54年）4月1日 - 奈良尾町立の中学校2校（奈良尾・岩瀬浦）が統合され、（新）「奈良尾町立奈良尾中学校」が開校。
  - 奈良尾小学校と岩瀬浦小学校の中間地点（現在地）に新校舎が新設された。
- 2004年（平成16年）8月1日 - 新上五島町の発足により、「新上五島町立奈良尾中学校」（現校名）に改称。
- 2014年（平成26年）3月27日 - 校地に奈良尾小学校の新校舎が完成。
- 2024年（令和6年）3月31日 - 新上五島町立若松中学校への統合により、閉校[1]。

## 周辺
- 新上五島町立奈良尾小学校（2014年（平成26年）中学校の敷地内に小学校校舎が新設された）
- 高井旅公民館

## アクセス
最寄りのバス停
- 西肥自動車（西肥バス）五島営業所「奈良尾中学校前」バス停

最寄りの国道・県道
- 国道384号
- 長崎県道22号有川奈良尾線

## 参考資料
- 「奈良尾町郷土史」（1973年（昭和48年）12月28日発行, 奈良尾町郷土史編纂委員会）